# Freyr
Pour l’article ayant un titre homophone, voir Freyer.
Pour les articles homonymes, voir Freyr (homonymie).
Pour le personnage de série télévisée, voir Freyr (Stargate).
Freyr (en vieux norrois : Freyr, en proto-norrois : Frawjaʀ, en proto-germanique : Fraujaz, en gotique : Frauja, en vieux haut allemand : Frō, et en vieil anglais : Frēa), également connu sous le nom de Frey, Ygnvi-Freyr (ou plus simplement Yngvi), Fricco, Frø,  ou encore Froh (dans la tétralogie de Wagner), est un des principaux dieux de la mythologie nordique (appartenant au groupe des Vanir).
Il est associé à la prospérité, et selon plusieurs sources il commande la pluie et les rayons du Soleil, faisant de lui un dieu de la fertilité - d'autant plus qu'il est parfois représenté dans l'art ancien avec son pénis en érection. 
Son mythe est connu grâce aux Eddas, textes de mythologie nordique rédigés au XIIIe siècle à partir de sources plus anciennes, qui font de Freyr un dieu Vanes, frère de Freyja, la déesse de l'amour, et le fils de Njörd. Dans son mythe le plus célèbre, il observe les mondes depuis le trône d'Odin, et aperçoit la géante Gerd, dont il tombe désespérément amoureux. Il envoie alors son écuyer au pays des géants pour la convaincre de l'épouser. Freyr sera finalement tué par Surt lors de la bataille prophétique du Ragnarök. 
Freyr est également un protagoniste dans la Geste des Danois, où il porte le nom de Frø, et la Saga des Ynglingar, où il est également appelé Yngvi ou Ygnvi-Freyr, textes fortement évhéméristes écrits respectivement aux XIIe et XIIIe siècles. Sa plus ancienne mention date du XIe siècle, où Adam de Brême le nomme Fricco et décrit son culte.  Son culte est également évoqué dans de nombreuses sagas islandaises, mais ces œuvres ayant été écrites quelques siècles après la christianisation de l'Islande, elles sont donc à prendre avec précaution.
Si peu de mythes sur Freyr nous sont parvenus, l'importance du dieu est attestée par les dires des sources primaires et sa récurrence dans la toponymie des pays nordiques. Plusieurs spécialistes estiment qu'avec Odin et Thor, Freyr faisait partie de la principale triade divine. Dieu célèbre, Freyr est référencé dans de nombreux domaines de la culture populaire. C'est notamment un personnage sous la graphie Froh dans l'opéra L'Or du Rhin de Richard Wagner.

## Étymologie
Le nom Freyr signifie « seigneur » en vieux norrois. Sa forme féminine correspond au nom de sa sœur, Freyja. Freyr provient du protogermanique *fraujaz signifiant également « seigneur ».
Freyr porte également le nom de Yngvi, voir Yngvi-Freyr. L'étymologie de Yngvi est très disputée. Selon Snorri Sturluson, Freyr est l'ancêtre de la dynastie royale suédoise des Ynglingar, qui ont hérité de son nom. Certains spécialistes soutiennent que Yngvi trouve ses origines chez le dieu Ing (du protogermanique *Ingwaz), l'ancêtre du peuple germain des ingaevones. Yngvi-Freyr correspondrait alors à *Ingwia-fraujaz, soit « seigneur des ingaevones ».
Fricco, le nom pour Freyr rapporté par Adam de Brême, est d'étymologie incertaine. Il est possible qu'il dérive de *friðkan qui signifie « amant » ou « aimant ».

## Dans lesEddas

### Caractéristiques
Au chapitre 24 du Gylfaginning, de l'Edda de Snorri, on apprend que le dieu Njörd a deux enfants « beaux et puissants », Freyr et Freyja. Freyr est alors décrit comme suit :

« Freyr est le plus glorieux des Ases. Il a pouvoir sur la pluie et sur l'éclat du soleil et, par là, sur les fruits de la terre, et il est bon de l'invoquer pour la prospérité et pour la paix. Il a aussi pouvoir sur la fortune des hommes. »

— Gylfaginning, chapitre 24.
Le chapitre 43 explique que Freyr possède un bateau magique appelé Skidbladnir qui a été fabriqué pour lui par les nains fils d'Ivaldi. Le bateau est si grand qu'il peut contenir tous les Ases, toutefois lorsqu'il n'est pas utilisé il peut être plié pour rentrer dans une bourse. Autrement, dès que sa voile est hissée, le bateau obtient un vent favorable.

### La géante Gerd

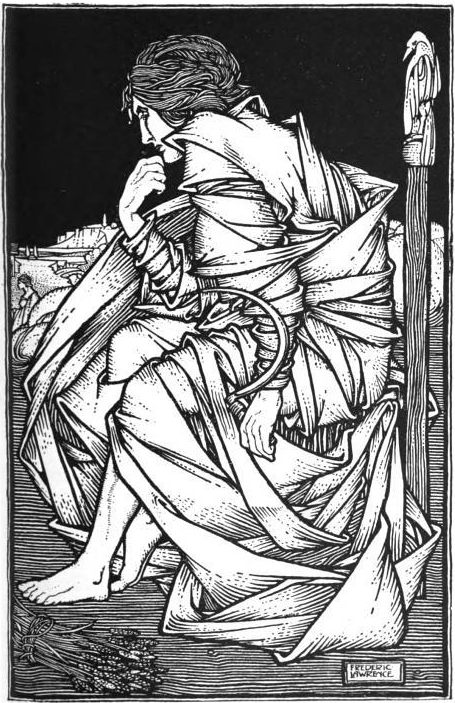
Freyr sur le trône d'Odin, de Frederic Lawrence (1903).

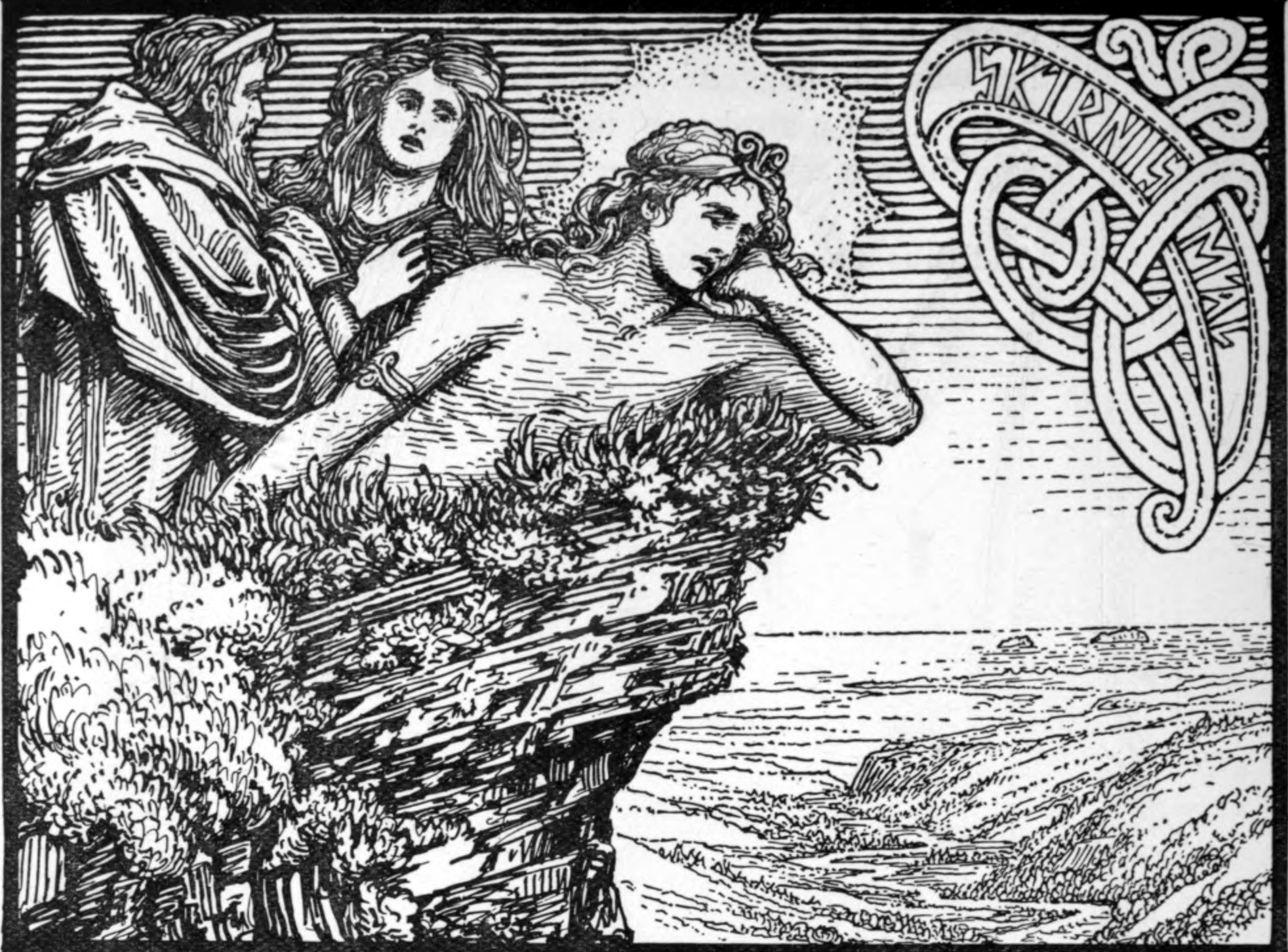
Le chagrin d'amour de Freyr, de W. G. Collingwood (1908).

Dans le poème eddique Skírnismál, Freyr observe les mondes depuis Hlidskjálf, le siège d'Odin, et voit dans Jötunheim une belle fille dont il tombe amoureux. Son père Njörd et sa belle-mère Skadi demandent à l'écuyer de Freyr, Skírnir, de parler à Freyr pour les renseigner sur son comportement étrange. Freyr lui explique sa tristesse amoureuse depuis qu'il a vu la fille Gerd dans l'enclos du géant Gymir. Il demande alors que Skírnir aille de sa part exiger sa main en mariage, et lui donne un coursier et son épée qui combat toute seule. 
| Freyr qvaþ: 6. I Gymis ga/rþom ec sa ganga mer tiþa mey; armar lysto, en af þaþan alt lopt oc la/gr. | Freyr dit : 6. Dans l'enclos de Gymir J'ai vu marcher Une fille après qui je languis ; Ses bras brillaient Et faisaient resplendir Air et mer tout entiers. |  |

Skírnir chevauche jusqu'à l'entrée de l'enclos, barré par un berger et des chiens, mais le vacarme prévient Gerd qui permet à Skírnir de rentrer. Ce dernier lui offre onze pommes dorées (vraisemblablement des pommes de jouvence des Ases) si elle accepte d'épouser Freyr, mais elle refuse. Il lui offre alors l'anneau Draupnir mais elle refuse à nouveau. Lorsqu'il menace de la décapiter avec son épée, elle ne se montre pas intimidée non plus. Skírnir se lance alors dans une incantation où il menace Gerd des pires horreurs, qui finissent par la convaincre, et elle propose de rencontrer Freyr dans neuf jours à Barri. Skírnir revient à Freyr et l'informe du rendez-vous, et ce dernier se plaint de la longue attente.
| Freyr qvaþ: 42. La/ng er nott, langar ’ro tver, hve vm þreyiac þriár? opt mer manaþr minni þotti, enn sia half hynótt. | Freyr dit : 42. Longue est une nuit, Plus longues, deux nuits, Comment languirai-je trois nuits? Souvent un mois M'a paru moins long Que cette demi-nuit d'ardente veille. |  |

Le chapitre 37 du Gylfaginning de l'Edda de Snorri cite et résume en prose ce poème avec peu de variations au mythe. Il précise que puisqu'il avait donné son épée à Skírnir, Freyr a dû tuer Beli avec des bois de cerf, référence énigmatique à un mythe dont on n'a pas plus d'informations. Ce chapitre annonce également que son épée lui manquera durant la bataille prophétique du Ragnarök.

### Ragnarök
Le dernier combat de Freyr à la fin du monde prophétique, le Ragnarök, est rapidement mentionné dans le poème eddique la Völuspá, à la strophe 53, où Freyr est mentionné par le kenning « brillant meurtrier de Beli » combattant le géant Surt :
| 53. en bani Belja bjartr at Surti; | 53. Le brillant meurtrier de Beli, Contre Surtr ; |  |

L'Edda de Snorri, qui cite également la Völuspá, raconte au chapitre 51 son destin fatal avec plus de détails, expliquant que Freyr succombera puisqu'il n'aura pas son épée magique :

« Freyr affrontera Surt, et ce sera là une terrible rencontre jusqu'au moment où Freyr tombera. La cause de sa mort sera qu'il lui manquera l'excellente épée qu'il donna à Skirnir. »

— Gylfaginning, chapitre 51.

## Descriptions de son culte

### Chez Adam de Brême
L'une des plus anciennes sources écrites de l'époque pré-chrétienne sur les pratiques religieuses en Scandinavie est le Gesta Hammaburgensis ecclesiae pontificumGesta Hammaburgensis Ecclesiae Pontificum d'Adam de Brême. Écrit aux alentours de 1080, Adam clamait avoir eu accès à des chroniques de première main sur les pratiques païennes en Suède. Il y évoque Freyr sous le nom latin Fricco et mentionne qu'une idole à son effigie érigée à Skara fut détruite par un missionnaire chrétien. Sa description du Temple d'Uppsala nous donne certains détails sur ce dieu.  
| In hoc templo, quod totum ex auro paratum est, statuas trium deorum veneratur populus, ita ut potentissimus eorum Thor in medio solium habeat triclinio; hinc et inde locum possident Wodan et Fricco. Quorum significationes eiusmodi sunt : 'Thor', inquiunt, 'praesidet in aere, qui tonitrus et fulmina, ventos ymbresque, serena et fruges gubernat. Alter Wodan, id est furor, bella gerit, hominique ministrat virtutem contra inimicos. Tertius est Fricco, pacem voluptatemque largiens mortalibus'. Cuius etiam simulacrum fingunt cum ingenti priapo. Gesta Hammaburgensis 26, Waitz' edition. | Dans ce temple, complètement revêtu et orné d'or, les gens y idolâtrent les statues de trois dieux, sagement disposés, le plus puissant d'entre eux, Thor, occupant un trône au centre de la pièce; Wotan et Frikko prennent place de chaque côté. La signification de ces dieux va comme suit : Thor, disent-ils, préside sur l'air, gouvernant le tonnerre et la foudre, les vents et les pluies, le temps clément et les récoltes. Le second, Wotan - qui est le furieux - apporte la guerre et impute à l'homme la force contre ses ennemis. Le troisième est Frikko, qui accorde la paix et le plaisir aux mortels. Ils le présente avec son attrait, un immense phallus. Gesta Hammaburgensis 26, Traduit par FriedrichUlven. |

Plus tard, dans ses chroniques, Adam déclare que lorsqu'un mariage est célébré, une libation était offerte à l'image de Fricco. Cette association au mariage, à la paix et au plaisir, identifie clairement Fricco comme étant un dieu de la fertilité.
Les historiens sont divisés sur la fiabilité des chroniques d'Adam. Tandis qu'il est très près dans le temps des événements qu'il décrit, il semble clairement avoir ses intérêts propres en mettant l'emphase sur le rôle de l'Archevêché de Hambourg-Brême dans la christianisation de la Scandinavie. Sa chronologie de la christianisation de la Suède entre en conflit avec d'autres sources, comme les inscriptions runiques, et les évidences archéologiques ne confirment en rien la présence d'un grand temple à Uppsala. Cependant, l'existence d'une idole phallique a été confirmé en 1904 grâce à une trouvaille à Rällinge dans le Södermanland.

## Famille

### Mariage et enfants
Avec la géante Gerd, Freyr eut :
- Yngvi.

## Toponymie
Dieux de la fertilité, Freyr se retrouve surtout dans la toponymie suédoise, notamment à l'est du pays, mais également en Norvège. Il est absent de la toponymie danoise et n'a été identifié que trois fois en Islande.

## Dans la culture populaire
- Dans l'univers de Stargate, Freyr est un membre de l'espèce des Asgards.
- Freyr est un personnage important de la saga littéraire Magnus Chase de Rick Riordan puisqu'il est le père du héros éponyme.
- Freyr est un personnage secondaire du jeu vidéo God of War Ragnarök où il apparaît avec sa soeur Freyja.

#### Traductions de sources primaires
- Régis Boyer (trad. de l'islandais), L'Edda Poétique, Paris, Fayard, 1992, 685 p. (ISBN 2-213-02725-0).
- Saxo Grammaticus (trad. du latin), La Geste des Danois : traduit du latin par Jean-Pierre Troadec, Paris, Gallimard, 1995, 445 p. (ISBN 2-07-072903-6).
- Snorri Sturluson, L'Edda : traduit, introduit et annoté par François-Xavier Dillmann, Paris, Gallimard, 1991, 319 p. (ISBN 2-07-072114-0).
- Snorri Sturluson, Histoire des rois de Norvège, Première partie : traduit du vieil islandais, introduit et annoté par François-Xavier Dillmann, Paris, Gallimard, 2000, 702 p. (ISBN 2-07-073211-8).

#### Études
- Georges Dumézil, Le roman des jumeaux : Esquisses de mythologie : édition posthume par Joël Grisward, Paris, Gallimard, 1994, 337 p. (ISBN 2-07-073854-X).
- (en) John Lindow, Norse Mythology : A Guide to the Gods, Heroes, Rituals, and Beliefs, Oxford University Press, 2001, 365 p. (ISBN 0-19-515382-0, lire en ligne).
- (en) Andy Orchard, Dictionary of Norse myth and legend, Cassell, 2002, 494 p. (ISBN 0-304-36385-5).
- (en) Rudolf Simek, Dictionary of Northern Mythology : translated by Angela Hall, Cambridge, 2007, 424 p. (ISBN 978-0-85991-513-7).
- (en) Søren Kaspersen et Ulla Haastrup, Images of Cult and Devotion : Function and Reception of Christian Images in Medieval and Post-Medieval Europe, Museum Tusculanum Press, 2004, 311 p. (ISBN 978-87-7289-903-9, lire en ligne).